# François Laccarrau
François Laccarrau, in einigen Publikationen auch François Lacarreau (* in Lyon), ist ein ehemaliger französischer Autorennfahrer.

## Karriere als Rennfahrer
François Laccarrau war Ende der 1960er-Jahre im französischen Monopostosport erfolgreich. 1968 wurde er auf einem Pygmée Gesamtfünfter der Formule France, der Vorgängerserie der Formel Renault (Meister Max  Jean). Nach einem dritten Rang 1969 hinter Denis Dayan und Robert Mieusset gewann er die Rennserie 1970 auf einem Martini MK4. 
1968 betritt er gemeinsam mit Bernard Collomb auf einem Alpine A110 das 24-Stunden-Rennen von Le Mans, wurde aber mangels zurückgelegter Distanz nicht gewertet. Das 1000-km-Rennen von Paris 1972 beendete er als Gesamtsechster.

## Statistik

### Le-Mans-Ergebnisse
| Jahr | Team            | Fahrzeug    | Teamkollege     | Platzierung     | Ausfallgrund |
| ---- | --------------- | ----------- | --------------- | --------------- | ------------ |
| 1968 | Bernard Collomb | Alpine A110 | Bernard Collomb | nicht klassiert |              |

### Einzelergebnisse in der Sportwagen-Weltmeisterschaft
| Saison | Team            | Rennwagen   | 1   | 2   | 3   | 4   | 5   | 6   | 7   | 8   | 9   | 10  |
| ------ | --------------- | ----------- | --- | --- | --- | --- | --- | --- | --- | --- | --- | --- |
| 1968   | Bernard Collomb | Alpine A110 | DAY | SEB | BRH | MON | TAR | NÜR | SPA | WAT | ZEL | LEM |
| 1968   | Bernard Collomb | Alpine A110 |     |     |     |     |     |     | DNF |     |     |     |